# Onthophagus jeannelianus
Onthophagus jeannelianus là một loài bọ cánh cứng trong họ Bọ hung (Scarabaeidae).